# Ras Lanuf

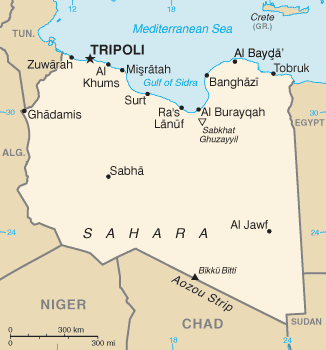
Map of Libya

Ras Lanuf (tiếng Ả Rập: راس لانوف Ra's Lānūf , also: Ra's al-Unūf ) là một đô thị ven Địa Trung Hải ở miền bắc Libya, thuộc Vịnh Sirte. Đô thị cũng có Nhà máy lọc dầu Ras Lanuf, hoàn thành từ năm 1984, với sản lượng 220.000 thùng mỗi ngày.